# Perrhäber

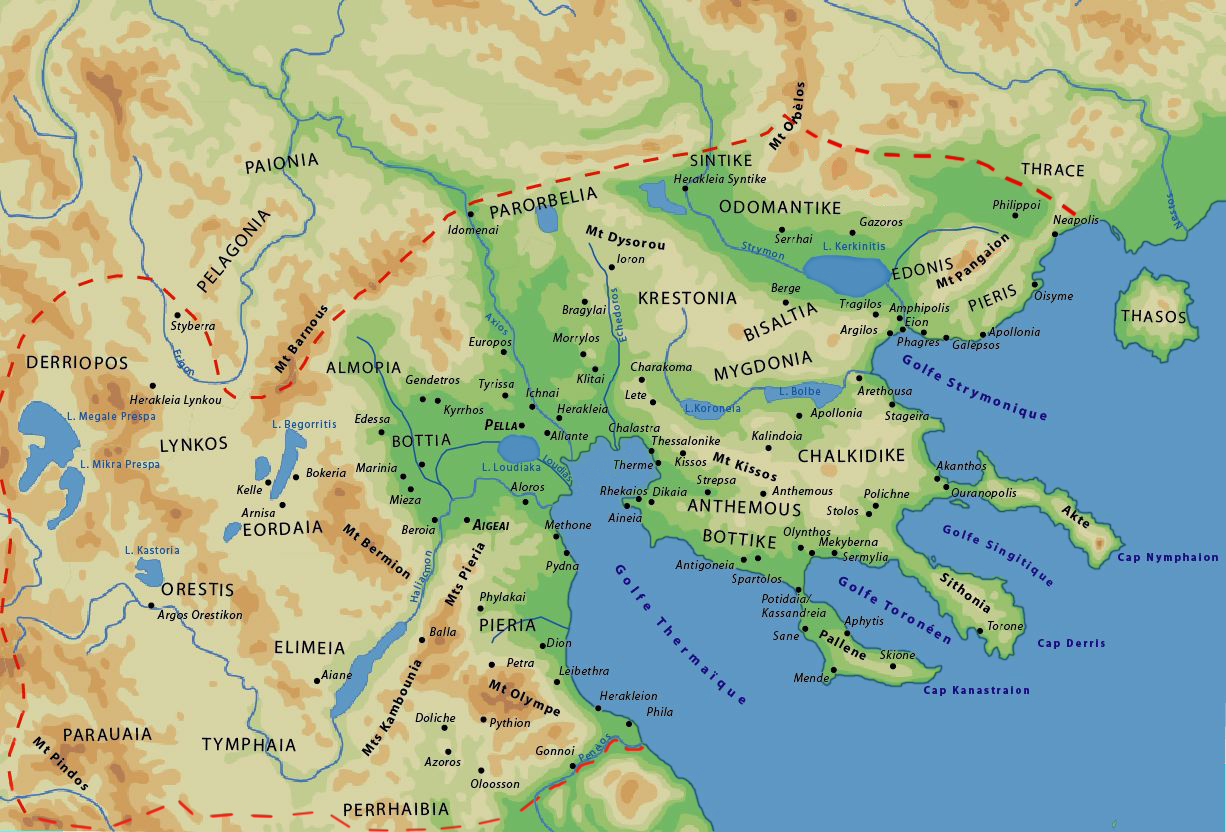
Die Landschaften des antiken Makedoniens und der Chalkidike.

Die Perrhäber oder Perrhaiber (altgriechisch Περραιβοί Perraiboi) waren ein pelasgischer Volksstamm im antiken Griechenland.
Sie stammten ursprünglich von der Insel Euboia. Als mächtiger und kriegerischer Stamm sollen sie dort die Stadt Hestiaia zerstört und deren Bewohner auf das Festland vertrieben haben, wo diese sich in der thessalischen Provinz Hestiaiotis niederließen. Die Perrhäber folgten jedoch bald und siedelten ebenfalls in Hestiaiotis sowie in der Provinz Pelasgiotis.
Jene Gegend im Norden wurde nach ihnen auch Perrhäbia oder Perrhaibia (Περαιβία) genannt. Sie erstreckte sich von Makedonien bis zum Fluss Peneus und vom Pindos- bis zum Ossa-Gebirge. Neben Städten in der Ebene waren vor allem die Bergfesten von Bedeutung, etwa Gonnos am Engpass des Tempe-Tals, von wo aus sich der Weg nach Makedonien kontrollieren ließ. Dies zeigte sich unter anderem, als die Perrhäber zeitweilig von den Lapithen (bzw. dem entsprechenden historischen Volk) unterworfen wurden: Die Gebirgsbewohner schienen fast immer ihre Freiheit behauptet zu haben. Die Perrhäber der Ebene wichen nach Athamanien an der Westseite des Pindos aus, weshalb Strabon sie zu den Aitolern rechnete.
Die Perrhäber zählten zu den Gründungsmitgliedern des delphischen Amphiktyonenbundes. Zur Zeit des Peloponnesischen Krieges wurden sie von den thessalischen Larissäern unterworfen. Später gerieten sie für kurze Zeit durch Philipp II. unter makedonische Herrschaft. Nachdem Philipp V. von den Römern geschlagen worden war, musste er auf Geheiß des Senates alle Stämme freigeben, worauf die Perrhäber 196 v. Chr. als „frei, selbständig und autonom“ erklärt wurden.
In der griechischen Mythologie bewohnten die Perrhäber die Gegend um Dodona. Gemeinsam mit den Ainianen zogen sie unter Guneus gegen Troja.